# Trait-Carré
Le Trait-Carré est l'un des 35 quartiers de la ville de Québec. Il est situé dans l'arrondissement de Charlesbourg. Le centre du quartier s'articule autour du trait-carré de Charlesbourg.

## Géographie
Le quartier est délimité par le boulevard Jean-Talon (au nord), l'autoroute 73 (à l'ouest), le boulevard Henri-Bourassa (à l'est) et le corridor des Cheminots (au sud). Il est traversé, du nord au sud, par la 1re avenue, et d'ouest en est, par le boulevard Louis-XIV. C'est essentiellement un quartier résidentiel, tout en étant le cœur institutionnel de l'arrondissement. La majorité des commerces se trouvent le long du boulevard Henri-Bourassa, qui constitue sa frontière avec le quartier voisin des Jésuites.
On n'y retrouve aucun plan d'eau ou rivière. Son relief entre 55 et 135 mètres, augmentant progressivement vers le nord.

## Histoire

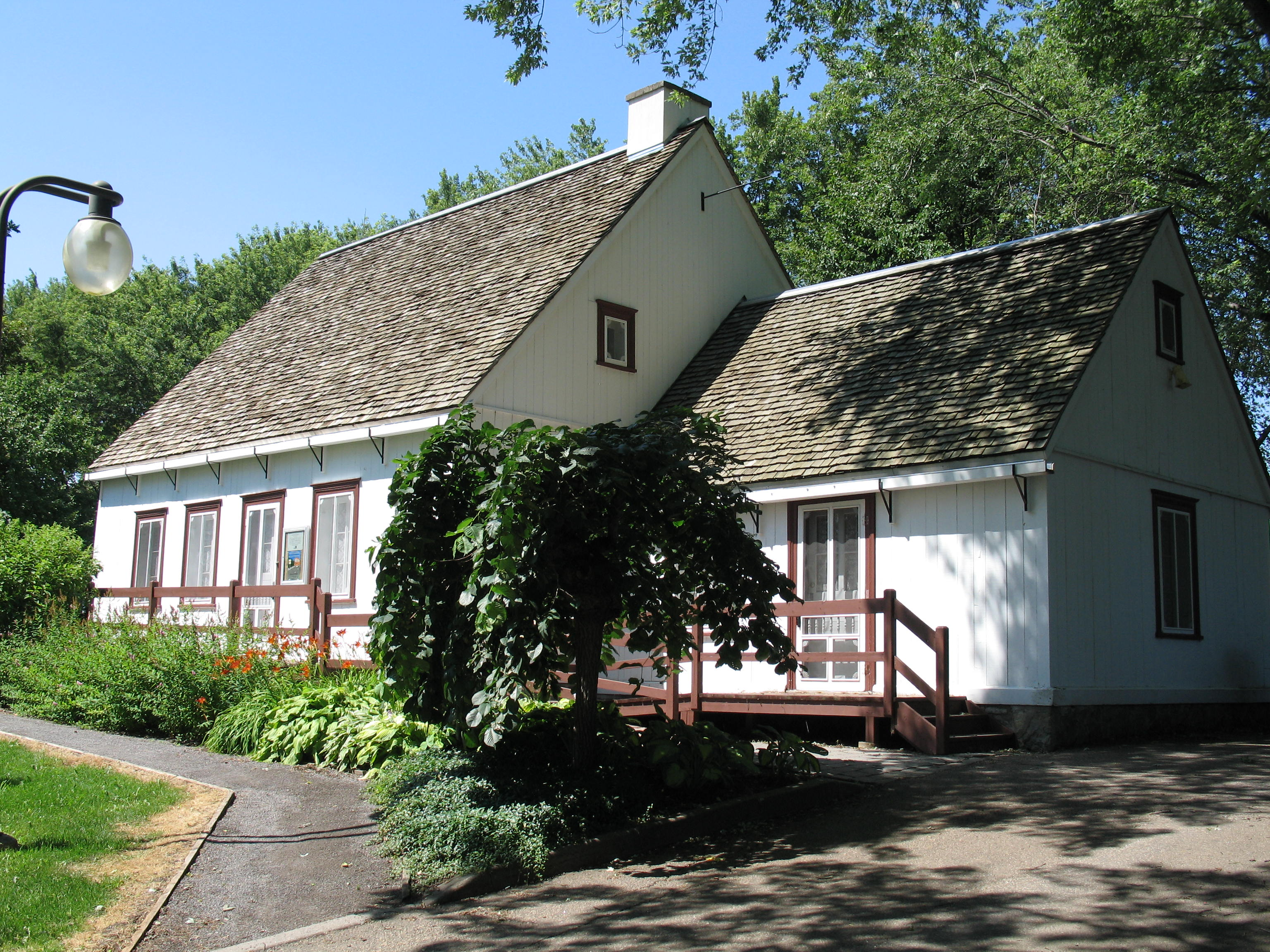
Maison Ephraïm-Bédard dans le Trait-Carré

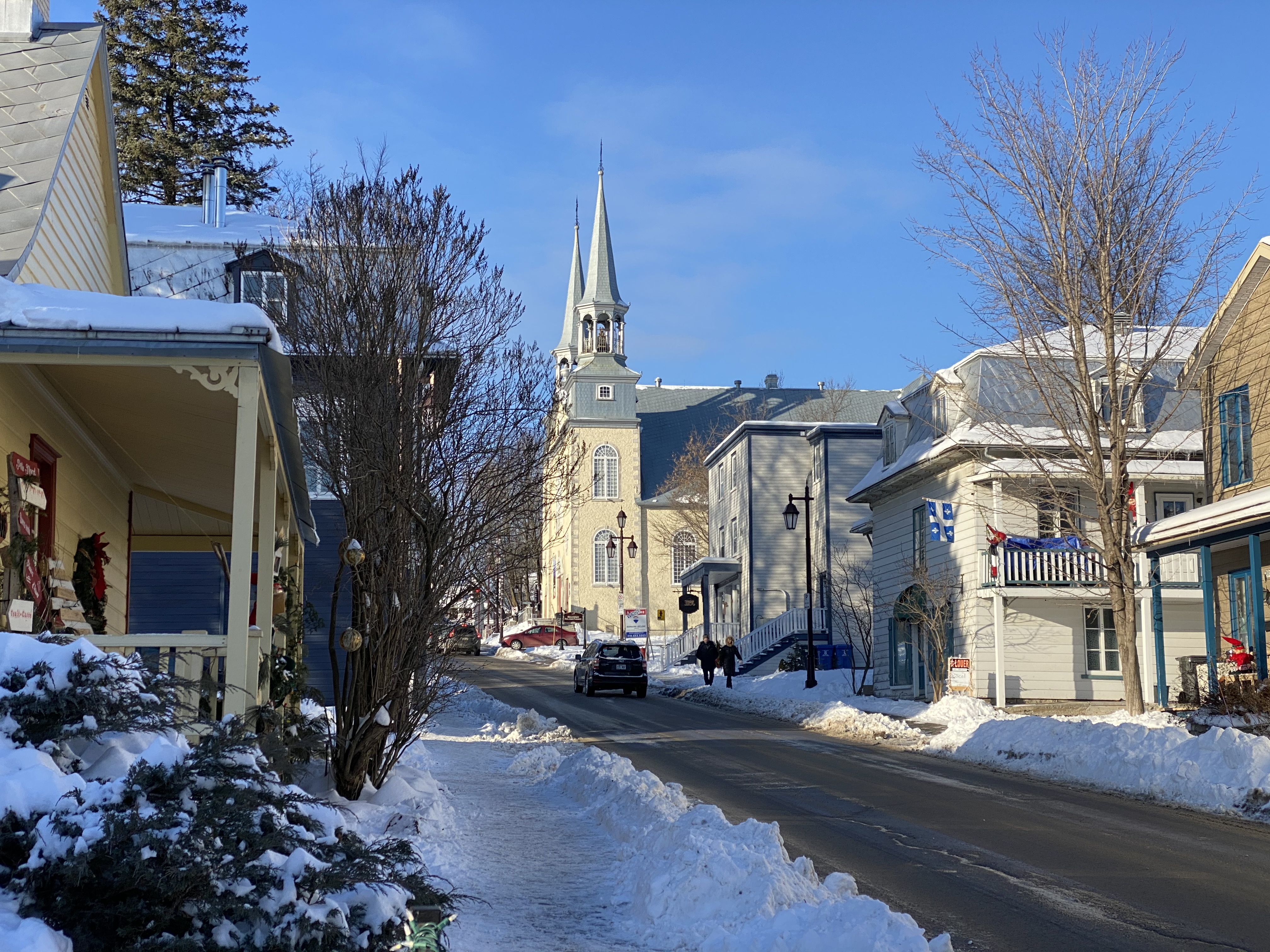
Le quartier du Trait-Carré constitue le cœur historique de l'arrondissement de Charlesbourg.

### Hommages toponymiques
Le secteur délimitant le Trait-Carré a été nommée officiellement sous cette appellation en 1959, dans l'ancienne ville de Charlesbourg, maintenant présent dans la ville de Québec.

## Portrait du quartier
Le quartier comprend le centre historique de Charlesbourg ainsi que le territoire de l'ancienne ville de Charlesbourg situé à l'ouest de celui-ci, jusqu'à l'autoroute Laurentienne. Sa limite sud est l'ancien chemin de fer, et sa limite nord le boulevard Jean-Talon Ouest. Il est composé presque exclusivement de secteurs résidentiels, avec comme seule artère commerciale importante le boulevard Henri-Bourassa, qui constitue sa limite vers l'est.

### Artères principales
- Autoroute Laurentienne
- Boulevard Louis-XIV
- Boulevard Henri-Bourassa
- Boulevard Jean-Talon Ouest
- 1re avenue
- Trait carré

### Parcs, espaces verts et loisirs
- Bibliothèque Paul-Aimé-Paiement
- Parc Maurice-Dorion
- Parc de la Commune
- Parc Maria-Goretti
- Parc du Sacré-Cœur

### Édifices religieux
- Église Saint-Charles-Borromée (1830), classée immeuble patrimonial en 1959[1].
- Église Sainte-Maria-Goretti (1966)[2], fermée en 2007[3] et intégrée à un projet d'habitations pour personnes âgées[4].
- Église Sainte-Cécile (1968)[5].

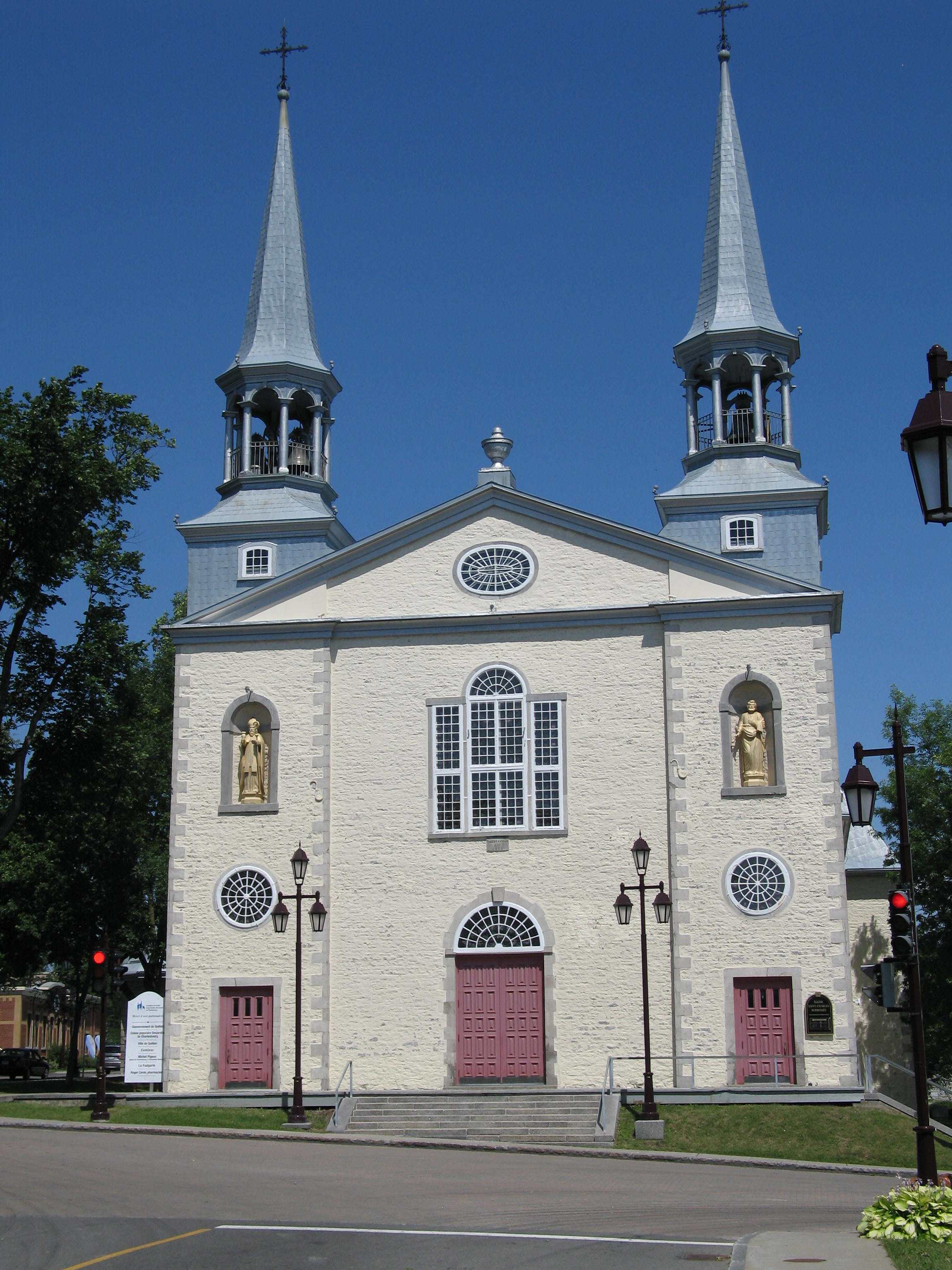
Église Saint-Charles-Borromée
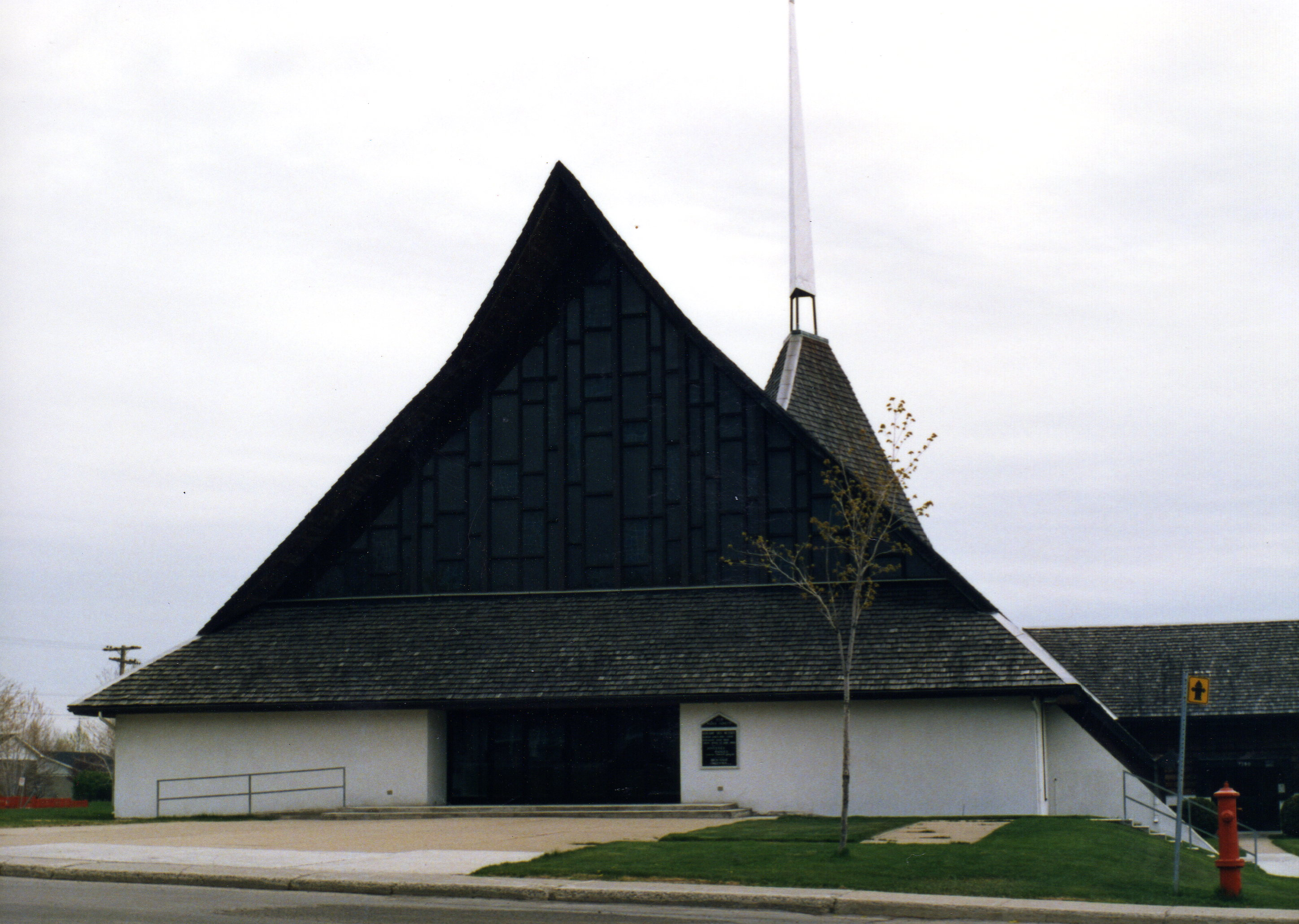
Église Sainte-Maria-Goretti
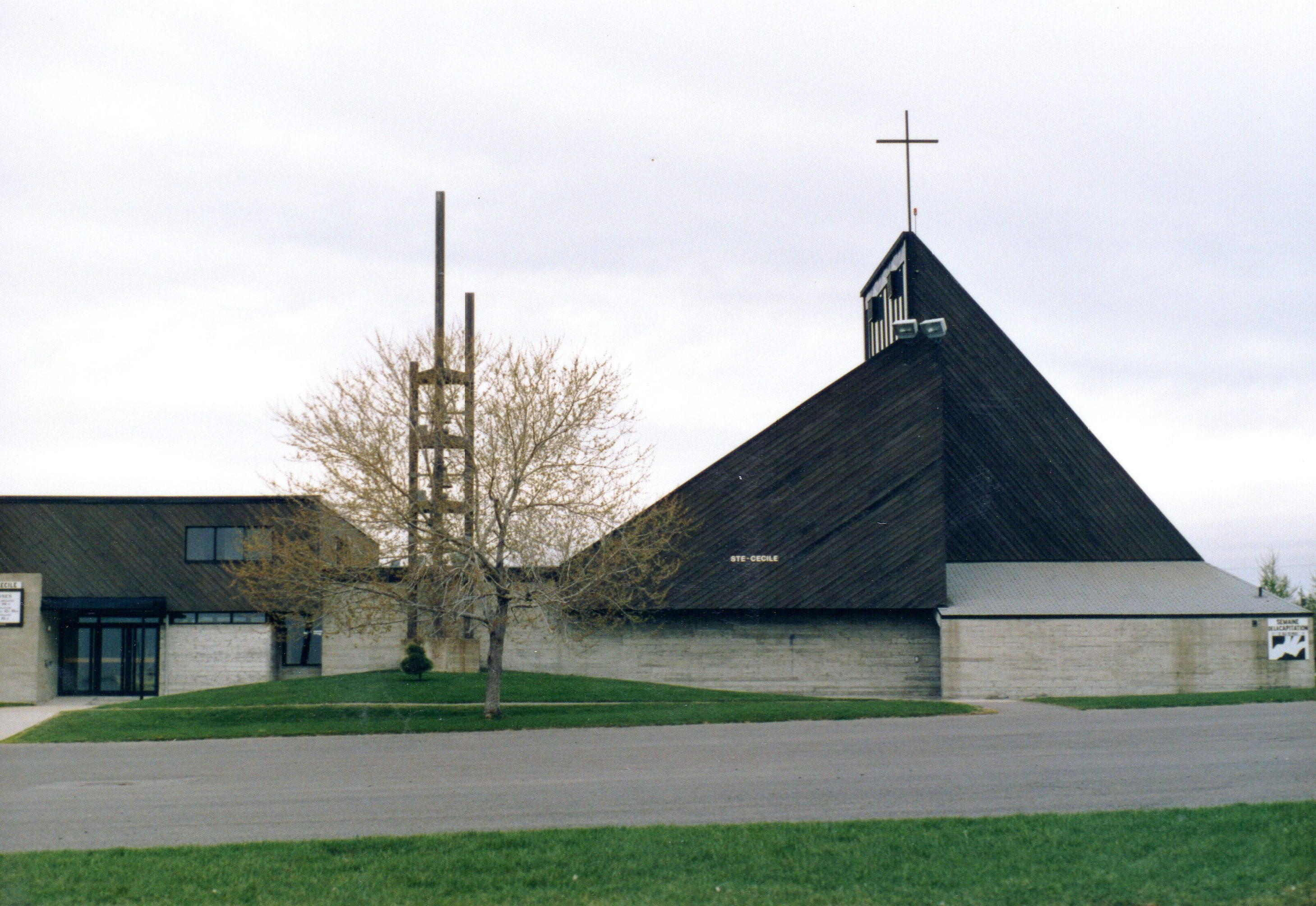
Église Sainte-Cécile

### Lieux d'enseignement
- École primaire de l'Escale et du Plateau
- École primaire des Constellations (anciennement Maria-Goretti)
- Centre de formation professionnelle Fierbourg

## Démographie
Lors du recensement de 2016, le portrait démographique du quartier était le suivant :
- sa population représentait 12 % de celle de l'arrondissement et 1,8 % de celle de la ville.
- l'âge moyen était de 47,8 ans tandis que celui à l'échelle de la ville était de 43,2 ans.
- 66,5 % des habitants étaient propriétaires et 33,5 % locataires.
- Taux d'activité de 60,9 % et taux de chômage de 5 %.
- Revenu moyen brut des 15 ans et plus : 43 860 $.

| 1996  | 2001  | 2006  | 2011  | 2016  | 2021  |
| ----- | ----- | ----- | ----- | ----- | ----- |
| 9 440 | 9 205 | 9 095 | 9 510 | 9 685 | 9 680 |